# سرو زیر آب
سرو زیر آب فیلمی به کارگردانی محمدعلی باشه آهنگر، نویسندگی محمدعلی باشه آهنگر و حامد باشه‌آهنگر و تهیه‌کنندگی سید حامد حسینی، محصول سال ۱۳۹۶ است.
فیلم سینمایی «سرو زیر آب» که با مشارکت بنیاد سینمایی فارابی، حوزه هنری و شهرداری تهران ساخته شده است به موضوع شهدای گمنام اقلیت مذهبی و اتفاقاتی که در معراج شهدا مرکزی اهواز (این معراج در دوران جنگ در کارخانه نورد و لوله اهواز واقع شده بود) افتاده است، می‌پردازد. نخستین نمایش این فیلم در سی و ششمین جشنواره فیلم فجر بود. سرو زیر آب
به عنوان بهترین فیلم با نگاه ملی سی و ششمین دوره فیلم فجر انتخاب شد.

## خلاصه داستان
راز جهانبخش کرامت فاش می‌شود؟ این راز خواب چیستا، ماهرو، گودرز، بهرام، جهانگیر و سرگرد پوشیاس را آشفته خواهد کرد. جهانبخش برای اثبات بی گناهی‌اش و بازگشت آرامش سفر بلندی را آغاز می‌کند. سفری که پایانش زندگی بسیاری از آنها را تغییر می‌دهد.

## بازیگران
| بازیگر           | نقش             | توضیحات                                                        |
| ---------------- | --------------- | -------------------------------------------------------------- |
| بابک حمیدیان     | جهانبخش کرامت   | نیروی معراج شهدای مرکزی اهواز                                  |
| مینا ساداتی      | چیستا آبادیان   | خواهر سیاوش آبادیان یزدی                                       |
| مسعود رایگان     | سرگرد پوشیاس    | از مسئولان ستاد معراج شهدای مرکزی اهواز                        |
| همایون ارشادی    | بهرام آبادیان   | پدر چیستا و سیاوش آبادیان یزدی، موبد روستا                     |
| فرخ نعمتی        |                 | دایی چیستا و سیاوش آبادیان یزدی، موبد روستا                    |
| شهرام حقیقت دوست | گودرز آبادیان   | برادر سیاوش آبادیان لر                                         |
| رضا بهبودی       | جهانگیر کرامت   | برادر جهانبخش، نیروی معراج شهدای مرکزی اهواز و مسئول تعاون رزم |
| مهتاب نصیرپور    | فرخنده          | مادر سیاوش آبادیان یزدی                                        |
| هومن برق نورد    | ابوالقاسم حسینی | از مسئولان ستاد مرکزی معراج شهدای تهران                        |
| ستاره اسکندری    | ماهرو           | همسر سیاوش آبادیان لر                                          |
| هادی قمیشی       | سلطان           | پدر گودرز و سیاوش آبادیان لر                                   |
| سیاوش چراغی پور  | استوار          | فرمانده پاسگاه ژاندارمری                                       |
| حسن نجاریان      | عمو دانا        | مسئول بایگانی معراج شهدای مرکزی اهواز                          |
| امیر دلفانی      | حسین            | نیروی معراج شهدای مرکزی اهواز                                  |
| حسین فلاح        |                 | روحانی روستا                                                   |

## ساخت
«سرو زیر آب» ششمین ساخته سینمایی محمدعلی باشه آهنگر و بعد از فیلم «ملکه» است که فیلمبرداری آن در تهران، میبد، روستای مزرعه کلانتر در یزد، لرستان، روستای سپید دشت در لرستان و دزفول انجام شده بود. مراحل ساخت و فنی فیلم بیش از یک‌سال طول کشیده است.

## موسیقی
عنوان بندی فیلم «سرو زیر آب» به کارگردانی محمدعلی باشه آهنگر با صدای سالار عقیلی به همراه آهنگسازی فرید سعادتمند و همکاری حریر شریعت زاده نوازنده پیانو ایجاد و پخش شد.

## جوایز

### سی و ششمین دوره جشنواره فیلم فجر
- نامزد سیمرغ بلورین بهترین بازیگر نقش اول مرد (بابک حمیدیان)
- نامزد سیمرغ بلورین بهترین فیلمنامه (محمد علی باشه آهنگر، حامد باشه آهنگر)
- نامزد سیمرغ بلورین بهترین کارگردانی (محمدعلی باشه آهنگر)
- نامزد سیمرغ بلورین بهترین فیلم (سید حامد حسینی)
- برنده سیمرغ بلورین بهترین فیلم از نگاه ملی (سید حامد حسینی)
- نامزد سیمرغ بلورین بهترین جلوه‌های بصری (محمد خاکزاد)
- نامزد سیمرغ بلورین بهترین جلوه‌های ویژه میدانی (محسن روزبهانی)
- برنده سیمرغ بلورین بهترین طراحی صحنه (عباس بلوندی)
- برنده سیمرغ بلورین بهترین فیلمبرداری (علیرضا زرین دست)
- تقدیر ویژه بهترین طراحی کانسپت و استوری برد (سید ارشاد میرشجاعی)

### دیگر
- نامزد ۶ جایزه از دوازدهمین جشن انجمن منتقدان و نویسندگان سینمایی
- برنده ۲ جایزه از پانزدهمین جشنواره فیلم مقاومت